# Tomás Lawson
Tomás Lawson, nacido como Thomas Lawson (Preston, Lancashire, Inglaterra, 3 de septiembre de 1883 - Córdoba, Argentina, 20 de marzo de 1951) fue creador, fundador, futbolista y primer presidente del Club Atlético Talleres. Fundado como "Atlético Talleres Central Córdoba", el cual posteriormente fue cambiado a "Club Atlético Talleres". Fue presidente del club en el año 1913 (año de fundación) y en el 1921. Con orígenes relacionados con los ingleses que trabajaban en los talleres del ferrocarril, el fundador de Talleres decide tomar para sus colores los bastones verticales morado y blanco de su ex club inglés Blackburn Rovers, actualmente mudado al azul marino y blanco.
Inglés de origen, arribó a Argentina en el año 1901. Antes su espíritu aventurero lo había llevado a enrolarse  en el ejército Inglés y trasladarse a África donde participó de la Guerras de los Bóeres, luego se alistó en la Marina Mercante, en uno de sus innumerables viajes recaló en Argentina y decidió terminar con su espíritu nómada y quedarse en esa tierra donde conoció a doña Regina Binetti, inmigrante italiana con quien decidió radicarse en Córdoba (Argentina) donde estaban algunos amigos del ferrocarril para desempeñar el cargo técnico de Jefe de los Talleres en el Ferrocarril Central Córdoba.
Falleció en Córdoba (Argentina) a la edad de 67 años.

## Historia
La llegada del siglo veinte trajo consigo el auge del tecnicismo y la metodología en distintos órdenes, lo que produjo asombrosos cambios en la forma de vida de los habitantes del 1900. La Córdoba de entonces intentaba recuperar su economía luego de la crisis de los 90 y su población, favorecida por el flujo inmigratorio, se incrementó en 1910 a 120 mil. El fútbol, en tanto, se constituía en el mejor pasatiempo de estudiantes, militares y obreros. Cada uno de los numerosos baldíos que por entonces existían en esta ciudad, eran desmalezados y convertidos por obra de la pasión, en improvisados "campos de deporte". Organizada ya la Liga Cordobesa de Fútbol (1906), varios equipos se inscribieron para tomar parte de los campeonatos de las distintas divisiones.
El 17 de mayo de 1914 hizo su presentación en sociedad enfrentando al rival que sería el "enemigo" de toda la vida: el Club Atlético Belgrano. Los 11 "Matadores" que se presentaron en Alberdi fueron: Abel Forelli; Pedro Andrade, Pedro Ledesma; Carbajal, Luis Salvatelli, Miguel Ferreyra; T. Ferreyra, Tomás Lawson, Manuel Martínez, E. Puymale y Agustín Moyano. El partido del primer clásico terminó con derrota 1 a 0. Al año siguiente volvió a participar, esta vez con más suerte, y obtuvo el campeonato en forma invicta al cortar la serie de títulos que venía obteniendo Belgrano en los últimos años.

## Época como futbolista
En su tierra natal, había practicado fútbol, integrando en sus comienzos, el equipo de tercera división, del Accrington Stanley, más tarde, pasó al Blackburn Rovers, ya como jugador de segunda escuadra, que no demoró en ganarse el ascenso a Primera División. Llegado a Argentina para seguir en la práctica del deporte de sus predilecciones, se alistó en el Córdoba Athletic Club, donde se jugaba críquet y fútbol, que por esa época, tenía sus instalaciones en Barrio General Paz, hoy está en Barrio Jardín Espinoza separado por una calle que actualmente lleva su nombre. Dos años actuó Lawson en el Athletic, motivando el alejamiento de esa entidad, desavenencias con el secretario, pasó entonces a Juniors, pero razones de idioma, no lo mantuvo mucho tiempo en esa entidad, sabía escasas palabras del castellano, y como no podía entenderse con sus nuevos compañeros, prefirió practicar fútbol, en los talleres del ferrocarril, pues estaba allí con su pares ingleses.

### Nacimiento de Talleres
Con los elementos del taller formó su elenco con los colores de su ex club inglés Blackburn Rovers, azul y blanco, allí utilizaban los vagones como vestuarios y adaptaron los terrenos en las mismas dependencias como escenario para practicar fútbol. Se jugaba con intensidad, se concertaban con frecuencia amistosos, este intercambio los tuvo muy activos. En una oportunidad, el equipo ferroviario, concertó un  match, con un elenco de "criollos" denominado "Infantiles", y que tenía por animador, al señor Darío Ortiz. El conjunto de Lawson, creyó tener compromiso fácil, pero ante el asombro de todos, el conjunto adversario, les infligió aplastante derrota. Lo asombró que los muchachos criollos derrochasen tanta eficacia, como destreza, y fue por ello, que animándolos el afán de reforzarse, bregaron convencer a los mejores elementos de "Infantiles", a fin de que pasaran a su equipo, Lawson les prometió darles trabajo en "los talleres". La promesa por cierto se cumplió y varios pasaron a ser ferroviarios. Obtuvo el concurso, entre otros, de Forelli, los Alberione, Camures, los Salvatelli y Ferreira, y ya al sentirse, sobradamente capaces, decidieron afiliarse formalmente a la LCF. Las primeras reuniones, para dejar creado el Central Córdoba, club que más tarde se iba a llamar Talleres, se realizaron, en el domicilio del señor José María Sánchez. Fue allí donde se echaron las bases y la  reunión final se desarrolló en casa de los Salvatelli. Al fundarse el club, se confió al señor Lawson la presidencia y debió también desempeñar el cargo de delegado ante la Liga, por supuesto que sin dejar de jugar, y ejercer la capitanía del equipo. La Secretaría de este cuerpo la desempeñaba, por aquel entonces, el señor Salvador Martínez, más tarde verdadera alma y nervio del club Belgrano. Ingresaron a la actividad oficial cumpliendo muy aceptable campaña, y en la temporada siguiente, lo sucedió en la presidencia del club, el señor J. M. Sánchez.

### Clubes donde jugó
| Año       | Club                             |
| --------- | -------------------------------- |
| ?         | Accrington Stanley Football Club |
| ?-1899    | Blackburn Rovers Football Club   |
| 1903-1905 | Córdoba Athletic Club            |
| 1913-1914 | Club Atlético Talleres           |

## Fundación del club
Sus inicios, como toda joven institución, fueron duros. Presidida por Don Tomás Lawson la nueva entidad se encontró sin la solvencia económica deseada, pero muy pronto recibió el respaldo de la empresa del tren, lo que le permitió salvar los primeros años de su existencia. Pocos días después de su fundación, comenzó a disputar partidos informales en un terreno cedido por la familia Salvatelli en la intersección de las calles Cochabamba y Avenida Patria, del barrio Inglés (hoy barrio Pueyrredón) y en 1914 se inscribió para disputar la Copa Campeonato de Primera División.

## Comienzos del estadio
El club en sus comienzos tuvo en el señor Arturo Hughes un gran animador y apoyo para Lawson, siendo también no menos eficaz dirigente. Por aquella época, el señor Hughes desempeñaba el cargo de pagador de la empresa, y deportista de verdad, les cedió provisoriamente un terreno para  instalar la cancha, luego Lawson, acompañado de los señores Arturo Hughes y Rómulo Canale, gestionaron ante la superioridad un terreno. Los trámites tuvieron un curso favorable, cediéndose el de los talleres, donde se permaneció hasta  que se erigió el estadio de Barrio Jardín en 1931.

## Muerte y legado
Pasados los años, Don Tomás fue declarado socio honorario y siguió a Talleres hasta los últimos años de su vida sentado en el balcón central de la platea techada de la boutique. Visionario por naturaleza decía que Talleres había nacido para practicar y difundir el fútbol más allá de Córdoba, y el tiempo le dio la razón, su club mostró el fútbol cordobés por el mundo. Dejó de existir el 20 de marzo de 1951 a los 67 años.
Con doña Regina tuvo 6 hijos, Thomas Oliver, Alberto, Guillermo, Florencia, Elena y Lucía [cita requerida], vivían en Pueblo Colón y se iban caminado cruzando baldíos hasta Barrio Jardín, "somos una familia grande, pero todos me salieron hinchas de Talleres hasta los huesos, no me falló ninguno, decía orgulloso". Thomas Oliver, su hijo mayor llegó a jugar en la primera de Talleres en su mismo puesto junto a la Milonga Heredia, en su debut recibió un fuerte golpe y se fue con una grave fractura.
El recordaba "Mi padre, como buen inglés, era un tipo luchador y emprendedor, el fútbol era su pasión, yo recuerdo haberlo visto jugar en torneos barriales cuando tenía 50 años", agregando, "El viejo era un tipo impulsivo, una vez se trenzó en un bar con Husser, un conocido boxeador cordobés de la década del 40 y dicen que le dio una paliza bárbara, parece que estaba hablando mal de Talleres".